# Флорі Ланг
Флорі Ланг (30 січня 1983) — швейцарський плавець.
Учасник Олімпійських Ігор 2008 року.
Призер Чемпіонату Європи з водних видів спорту 2008 року.
Призер Чемпіонату Європи з плавання на короткій воді 2003, 2011 років.